# 甬上屠氏
甬上屠氏，是中国明朝中叶兴起的一个屠姓家族，在明清时期高官学者辈出。出自浙江宁波府鄞县，因世居宁波城甬江北岸而又称江北屠氏。祖上在南宋淳佑年间因北方兵乱而一路南迁，定居鄞县，故称甬上，在元朝时为世袭军籍，入明弃兵务农，成为耕读世家，自七世登进士入朝为官崛起。到了第八世，擬定的命名輩分排行為“大本惟忠孝，行之可繼宗，用規恆一德，世嗣永欽崇”，後續增“積善傳餘慶，貽孫有遠謀，文章延祖澤，詩禮煥新猷”。在明朝时因科举人文之盛与同郡镜川杨氏、西湖陆氏 、槎湖张氏并称“四大家族”。后人又有移籍浙江邻县（如平湖、钱塘等地）、湖北、广西、上海、北京等地。

## 代表人物与世代

### 元
- 1代—— 屠季，字邦彦，南宋翰林学士、诗人。始迁祖，定居鄞县，曾作《移居甬江有感》[5]。
  - 2代——屠宗二，元明州卫世袭正千户[1]。
    - 3代——屠福三，元所世袭正千户[1]。
      - 4代——屠德祥，元所世袭正千户，入明弃兵务农[1]。

### 明
- 5代——屠養浩，家族首位考中科举，洪武四年进士[6]，永宁县县丞。
- 5代——屠子华
  - 6代——屠珙，安庆府儒学教授。
- 5代——屠子真
  - 6代——屠瑜
    - 7代——屠滽，成化二年进士，累加太子太保、太子太傅吏部尚书兼左都御史赠太保谥襄惠。因吏部尚书为百官之首又称“天官”，乡人称其家“天官第”[7]。
      - 8代——屠偕，益王府左长史。
      - 8代——屠俓（屠滽第三子），正德六年进士，吏部员外郎。

    - 7代——屠渭（屠滽弟）
      - 8代——屠偁（屠渭子）
        - 9代——屠大山（屠渭长孙，屠偁子），嘉靖二年进士，兵部右侍郎，川湖总督，应天巡抚[8]。
          - 10代——屠本畯（屠大山子），辰州知府[9]。著《闽中海错疏》为中国最早海产志[10][11]。
            - 11代——屠惟霖（屠本畯子），宁州同知。
              - 12代——屠献宸（屠惟霖子、屠本畯孙、屠大山曾孙），明末抗清志士，兵部主事，赠大理寺丞，谥烈愍[12]。
- 5代——屠子良
  - 6代——屠琛，漳平县教谕。
    - 7代——屠湖（屠琛子）
      - 8代——屠侨（屠湖子，屠琛孙），无子，以族伯屠滽第4子屠仕之子屠大来为嗣。累授太子少保、太子太保刑部尚書都察院左都御史贈少保谥简肃。与屠滽有“叔侄尚书”之谓[13]。
      - 8代——屠倬（屠侨之弟），嘉靖二年進士，江西按察副使。
- 5代——屠子阜
  - 6代——屠璞
    - 7代——屠濬
      - 8代——屠隆，万历五年进士，礼部郎中，博通诸家，被学界认为是《金瓶梅》潜在作者[14][15][16]。

    - 7代——屠勳，祖籍鄞县，2代屠宗一始迁居平湖[17]。成化五年進士，刑部尚書謚康僖。与同辈族兄屠滽同朝为官，又创“一门四世七进士”[18]。
      - 8代——屠应埙（屠勳子），正德六年进士，湖广按察副使。
      - 8代——屠应坤（屠勳子），嘉靖二年进士，云南通政。
      - 8代——屠应峻（屠勳子），嘉靖進士。春坊諭德。
        - 9代——屠仲律（屠勳孙），嘉靖二十九年进士。御史。
        - 9代——屠叔方（屠勳孙），万历五年进士。御史。
          - 10代——屠谦（屠勳曾孙），隆庆二年进士。

      - 8代——屠楷，祖籍鄞县，移籍廣西臨桂[17]。正德五年廣西解元，嘉靖二年進士，历南京工、吏、兵三部尚書，太子少保諡恭簡。

### 清
- 12代——屠粹忠，順治十五年进士，官至兵部汉尚书，谥文端[19]。著《三才藻异》最早记载金鱼演化。府第即为7代屠滽府第[2]。金庸《鹿鼎记》中人物[20]。
- 12代——屠精忠（屠粹忠弟）
  -     -       -         -           - 17代——屠继善，道光举人。在台湾时主持编撰台南首部地方志《恒春縣志》，详细介绍当地自然地理、人文风俗。是研究台湾人文自然史重要文献[21]。
          - 17代——屠继烈，历长山、平原、章丘、阳谷等县知县。
            - 18代——屠宗基（屠继烈子），永泰县知县。
- 12代——屠弼忠
  -     -       -         -           -             - 18代——屠宗年（屠呦呦曾祖），清朝游击，湄云舰管带。[22]。
              - 19代——屠用悆（屠呦呦祖父）[23]
                - 20代——屠濂规（屠呦呦父）[23]

              - 19代——屠熊占，同治举人。

### 民国/共和国
- 19代——屠用锡（屠继烈孙），民国初年浙江省议员。
  -     - 21代——屠呦呦（屠宗年曾孙女[23]），药学家、诺贝尔医学奖首位华人、诺贝尔科学奖首位亚洲女性得主[24]。
    - 21代——屠士恒，民国初年浙江省议员。

## 掌故
- 明王世贞在《皇明盛事述》卷二中列“叔侄尚书”，中有“从父犹子相继至尚书者：屠宫傅滽，宫保侨。……张大司马时彻，大司马邦奇”。前者指江北屠氏的屠滽、屠侨，后者指槎湖张氏的张时彻、张邦奇叔侄[13]。
- 江北屠氏与镜川杨氏、槎湖张氏是世交并数代通婚。屠氏21代屠呦呦获得科学界世界最高奖诺贝尔奖，是医学奖首位华人获得者，被誉为“青蒿素之母”[25]。槎湖张氏之后张忠谋创办台积电，获得工程世界最高奖IEEE荣誉獎章[26][27]，被誉为“晶圆代工之父”和“台湾半导体教父”[28]。

## 遗迹
清末民国初年，有西方传教士、商人、旅行家到宁波摄影，留有不少屠家墓园遗迹的老照片。
- 原宁波府鄞县屠氏家族墓地，现遗有屠瑜墓神道牌坊、屠滽墓道石刻[29]。
- 今浙江宁波市江北区尚书街，屠滽故居所在地[30]。
- 今宁波屠家山（集仕港）。
- 今宁波屠园巷，屠隆故居所在地。

- 江北屠氏之屠健墓，美国摄影家甘博摄于1917至1919年。
- 江北屠氏之屠瑜（屠滽父）墓，美国摄影家甘博摄于1917至1919年。
- 1857年英国《伦敦新闻画报》刊宁波“中国皇陵”，应为屠氏之屠瑜墓，应为圣公会传教士禄赐回英国据访甬印象所作。
- 晚清屠氏家族墓园，攝於1907年